# Kajally Drammeh
Kajally Drammeh (Serekunda, 10 ottobre 2003) è un calciatore gambiano, attaccante dell'Alaškert.

## Carriera

### Club
Drammeh ha iniziato a giocare a calcio in Gambia nel Real de Banjul, che ha lasciato nel 2022 per firmare con il Cape Town City in Sudafrica. Nel settembre del 2023 è stato ceduto in prestito al Future in Egitto.
Nella stagione 2024-2025 realizza 5 reti in 24 presenze nella prima divisione armena con la maglia del Van Charentsavan.

### Nazionale
Nel 2021, all'età di 17 anni, ha partecipato con il Gambia Under-20 alla Coppa delle nazioni africane Under-20. Due anni dopo ha preso parte all'edizione successiva della competizione (terminata con una finale persa) ed al campionato mondiale Under-20.

## Statistiche

### Presenze e reti nei club
Statistiche aggiornate al 27 aprile 2024.
| Stagione        | Squadra         | Campionato      | Campionato | Campionato | Coppe nazionali | Coppe nazionali | Coppe nazionali | Coppe continentali | Coppe continentali | Coppe continentali | Altre coppe | Altre coppe | Altre coppe | Totale | Totale | Totale |
| Stagione        | Squadra         | Comp            | Pres       | Reti       | Comp            | Pres            | Reti            | Comp               | Pres               | Reti               | Comp        | Pres        | Reti        | Pres   | Reti   |        |
| --------------- | --------------- | --------------- | ---------- | ---------- | --------------- | --------------- | --------------- | ------------------ | ------------------ | ------------------ | ----------- | ----------- | ----------- | ------ | ------ | ------ |
| 2022-2023       | Cape Town City  | PD              | 14         | 1          | CS+CdL+MTN8     | 1+0+1           | 0               | CCL+CCC            | 2+2                | 0                  |             | -           | -           | 20     | 1      |        |
| 2023-2024       | Future          | PL              | 9          | 0          | CE              | 2               | 0               | CCC                | 5                  | 1                  | SE          | 2           | 0           | 18     | 1      |        |
| Totale carriera | Totale carriera | Totale carriera | 23         | 1          |                 | 4               | 0               |                    | 9                  | 1                  |             | 2           | 0           | 38     | 2      |        |